# IFK Ystad
IFK Ystad ist ein schwedischer Allianzverein aus Ystad, der sich aus Sportvereinen für einzelne Sportarten konstituiert. 

## Geschichte
IFK Ystad wurde 1927 gegründet. Später gründeten sich die einzelnen Sportabteilungen des Klubs aus dem Hauptverein aus und bildeten eigenständige Vereine. Die als IFK Ystad FK antretende Fußballmannschaft spielte mehrere Spielzeiten in der zweithöchsten schwedischen Spielklasse, die als IFK Ystad HK abgespaltene Handballabteilung spielte zudem mehrfach um die Meisterschaft.